# Quinta de San Vicente
La Quinta de San Vicente, como es conocida popularmente (oficialmente Museo Histórico "17 de Octubre"), fue una de las residencias del presidente argentino Juan Domingo Perón, la cual adquirió antes de alcanzar la presidencia. Se encuentra ubicada en la localidad de San Vicente, provincia de Buenos Aires, y en la actualidad aloja el Museo Histórico 17 de Octubre. También, desde 2006, es el lugar donde se encuentran los restos del mismo Perón, tras haber sido trasladados desde el Cementerio de la Chacarita en Buenos Aires. Consta de 18 hectáreas y varias edificaciones, como el antiguo chalet convertido en museo, una sala de exposiciones, entre otras.
En 2003 fue declarada Lugar histórico por el Congreso de la Nación Argentina, ley promulgada bajo la presidencia de Eduardo Duhalde.

## Historia
Perón adquirió en 1943 la propiedad de 19 hectáreas de Domingo Mercante, valiéndose de un crédito de 50.000 pesos en el Banco Hipotecario. Se constituía, en ese entonces, de un viejo chalet, que hizo demoler en 1947, para construir uno nuevo de tejas y de frentes de piedra Mar del Plata. La misma fue remodelada en 1973. También se construyó una piscina, un baño sauna y dependencias para el personal de servicio. Se encuentra en ella un torreón, el cual era el lugar utilizado por el presidente para grabar sus mensajes radiales. Juan Domingo Perón y Eva Perón eran habitués del lugar antes de la Revolución Libertadora, que lo derrocó.
Los sucesivos golpes de Estado en Argentina, en especial la Revolución Libertadora, que se la confiscó y saqueó, la hicieron caer en abandono. En este lugar cumplió su prisión preventiva algún tiempo María Estela Martínez de Perón durante el Proceso de Reorganización Nacional en 1980. Posteriormente, el predio cayó en una disputa judicial entre las hermanas de Eva Duarte.

## Museo histórico
En 1989 por medio de la Ley 10856 el predio es declarado de utilidad pública y expropiado para funcionar como museo histórico, para conformarse como patrimonio cultural de la provincia de Buenos Aires.
Con la recuperación del predio como museo, en el antiguo chalet se exhibe una colección que alcanza a 1.250 piezas entre pinturas, esculturas, dibujos, instalaciones y otros objetos de época pertenecientes a Perón y a Evita, como mobiliario de su casa de Gaspar Campos, regalos de autoridades extranjeras, como un biombo que fue regalo de Mao Zedong. También se exhiben estatuas recuperadas del Riachuelo en 1992, que habían sido encargadas al escultor italiano Leone Tomassi para la construcción del Monumento al Descamisado, las cuales fueron desechadas por la Revolución Libertadora. En los jardines, además, se encuentra un crucero enviado en 1947 a Eva Duarte como regalo del alcalde de Pontevedra, España.
En 2002 se construyó un salón para exposiciones donde se exhibe la muestra denominada “Justa, libre y soberana” que refleja la Argentina desde 1945 a 1955, que además cuenta con una confitería. Se construyó un espacio, que replica a una estación ferroviaria, para la exhibición del Tren Presidencial que fue utilizado por los distintos presidentes argentinos, desde Hipólito Yrigoyen hasta Raúl Alfonsín; aquel mismo que utilizó Perón para llegar hasta Salta en 1951 cuando se encontraba en campaña para su reelección.
Durante el traslado de los restos de Perón, el 17 de octubre de 2006 —aniversario del Día de la Lealtad Peronista— ocurrieron graves incidentes en las instalaciones que ocasionaron daños importantes, por ejemplo a un automóvil utilizado por él mismo, un Fiat 130. En aquella ocasión se debió cerrar durante un año el museo para realizar restauraciones.

## Galería

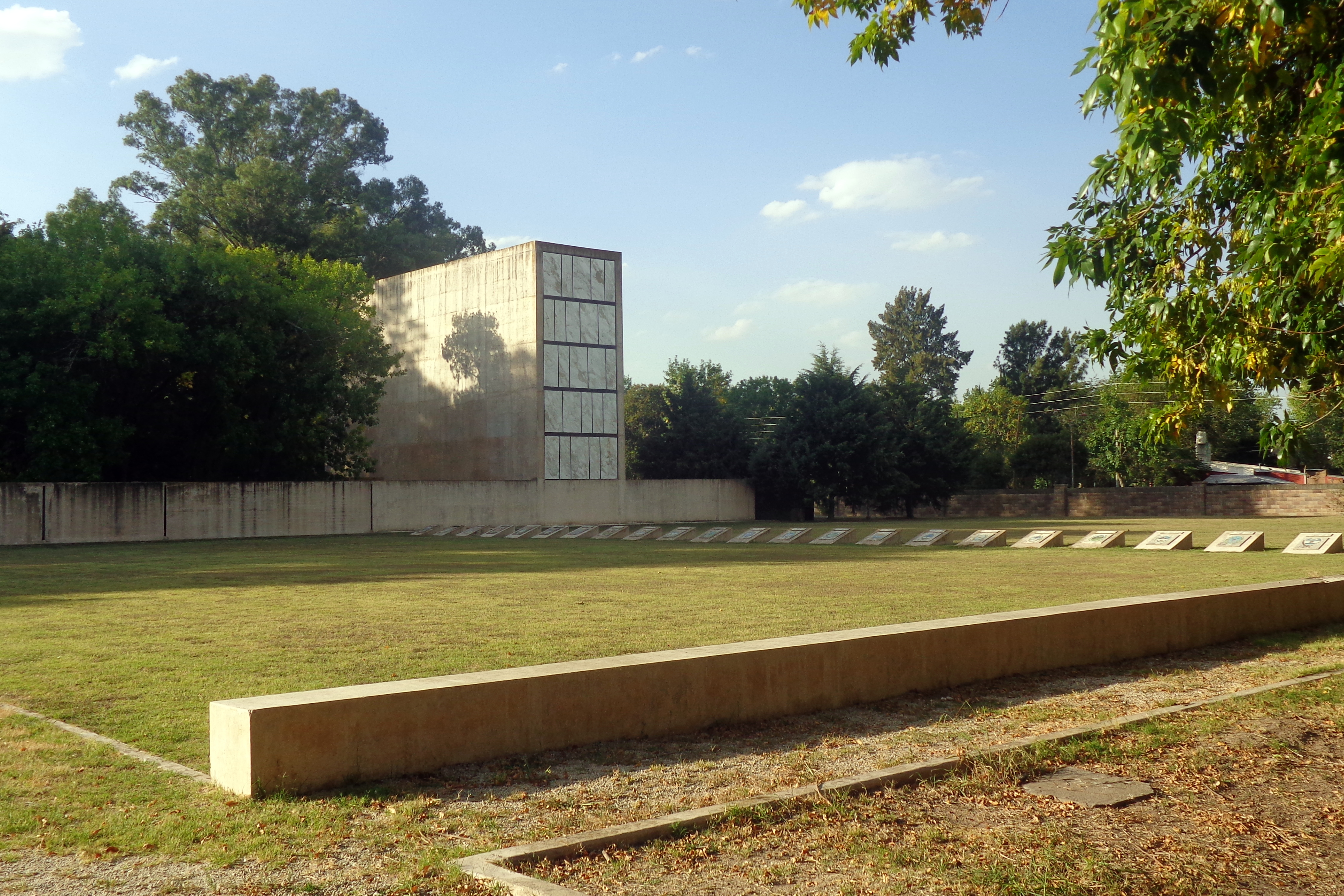
Mausoleo de Juan Domingo Perón.
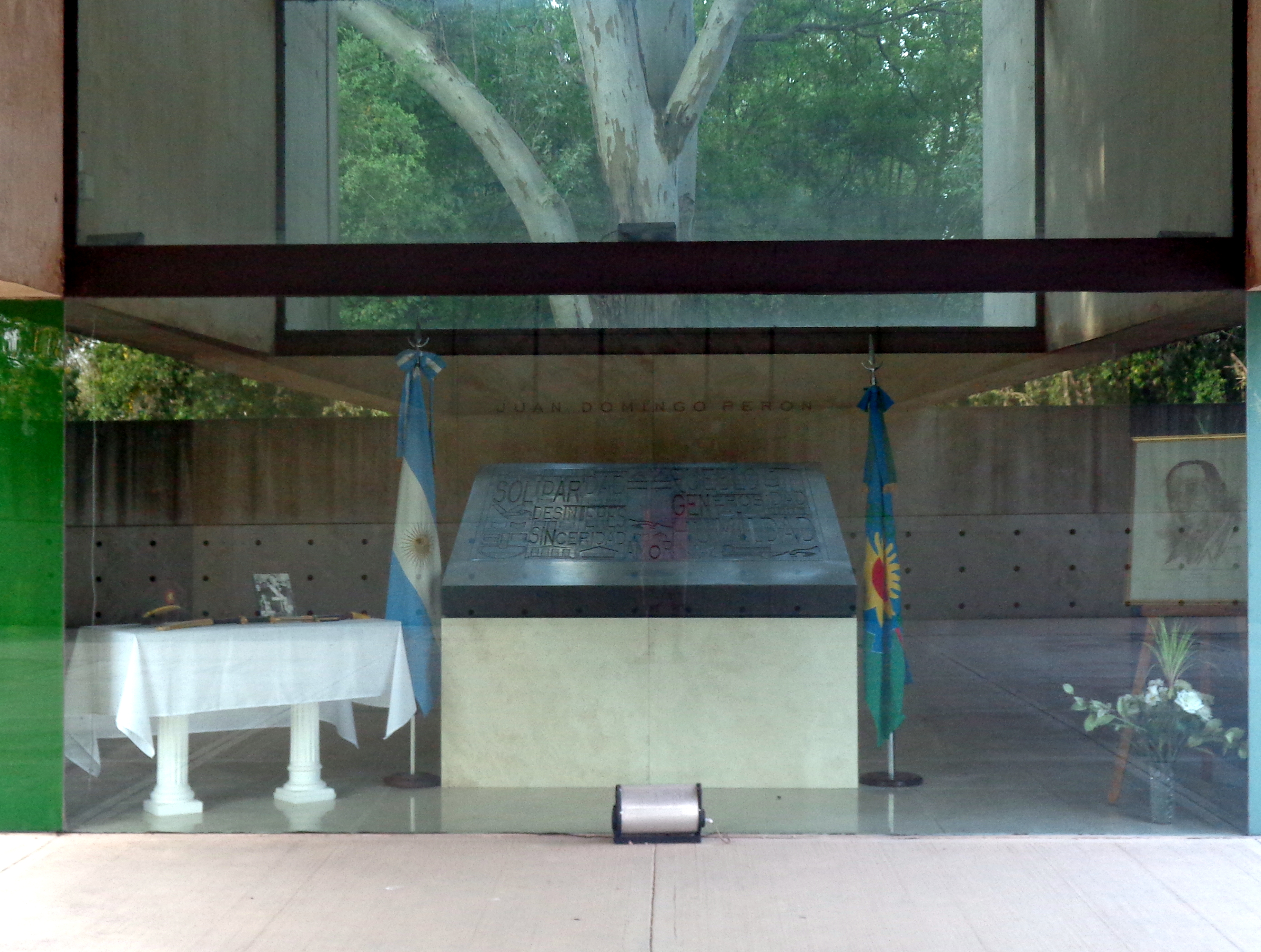
Interior del Mausoleo.
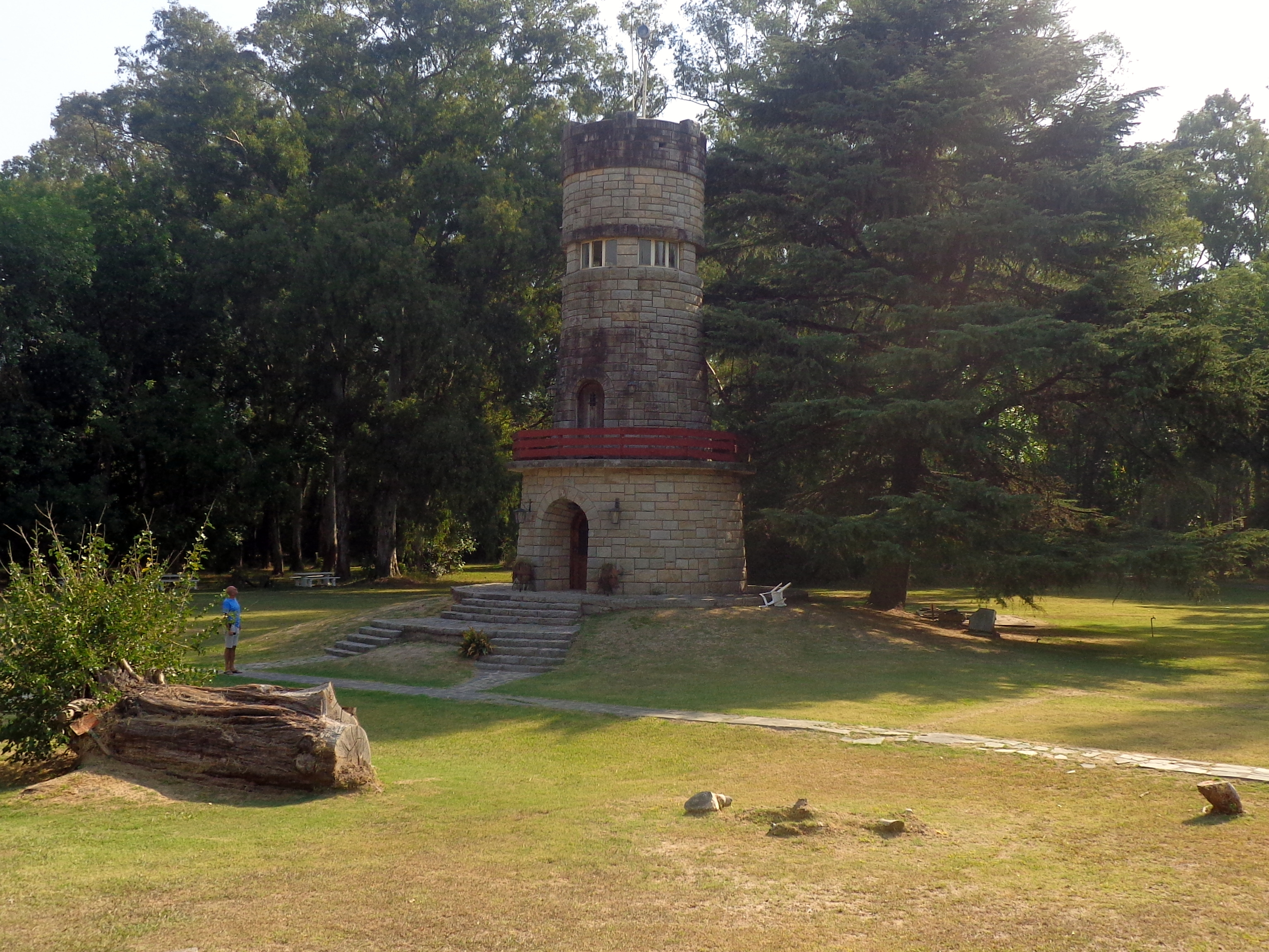
Torre desde la cual Perón transmitía sus mensajes de radio.
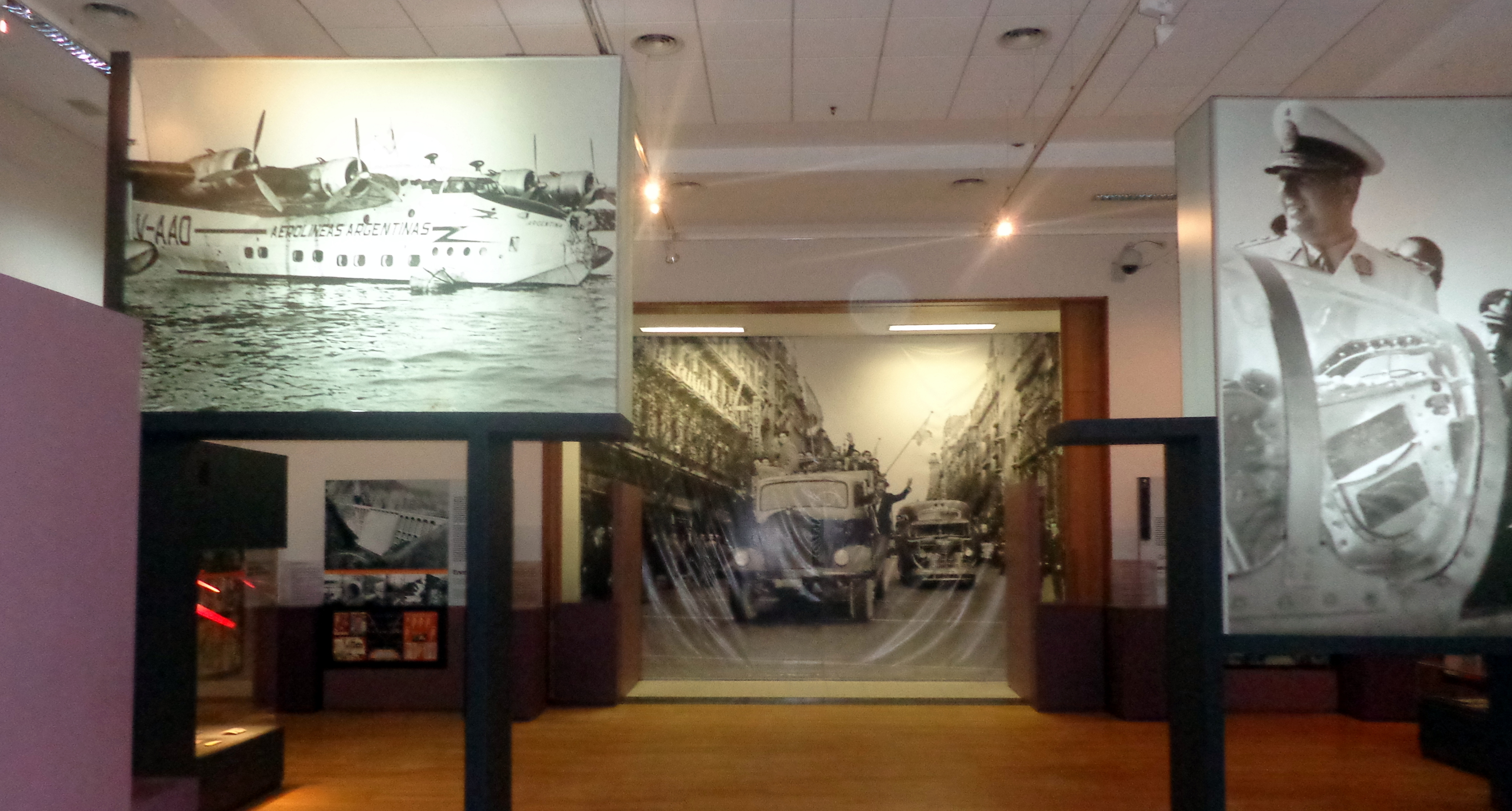
Museo Histórico 17 de Octubre.
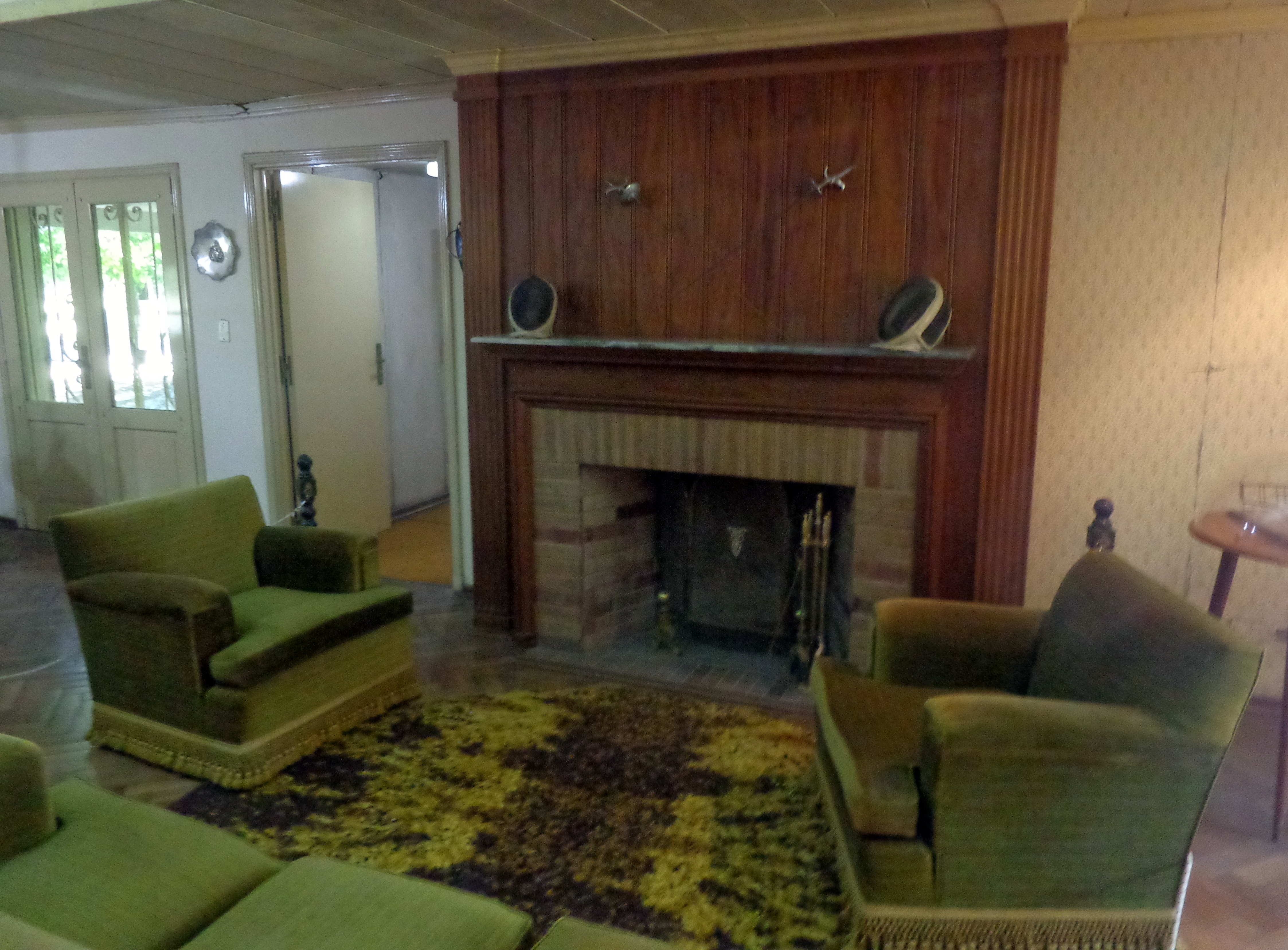
Interior de la residencia donde vivió Perón.